# Не-шах — шах тема
Тема не-шах — шах — тема в шаховій композиції. Суть теми — в різних фазах одні і ті ж ходи чорних фігур змінюють свій характер: в одній фазі вони проходять без шахів, а в наступній фазі — з шахами.

## Історія
Під час роботи над певними задумами шахові композитори побачили цікаву можливість одних і тих же ходів у різних фазах задачі. В одній фазі, наприклад, ілюзорній грі, ходи чорних фігур є без шахів білому королю, а в рішенні ці ж ходи створюють варіанти гри вже з шахами білому королю.
Ідея дістала назву — тема не-шах — шах. Ця тема є антипод іншої теми — шах — не-шах.
|   | a | b | c | d | e | f | g | h |   |
| 8 | e8 чорна тура · g7 чорний кінь · b6 чорний пішак · f6 білий ферзь · h6 чорний слон · d5 білий пішак · f5 чорний слон · b4 білий король · d4 білий кінь · e4 чорний король · g4 чорний ферзь · c3 чорний пішак · d3 білий кінь · e3 білий пішак · d2 біла тура · f2 біла тура · g2 чорний пішак · b1 білий слон · g1 білий слон | e8 чорна тура · g7 чорний кінь · b6 чорний пішак · f6 білий ферзь · h6 чорний слон · d5 білий пішак · f5 чорний слон · b4 білий король · d4 білий кінь · e4 чорний король · g4 чорний ферзь · c3 чорний пішак · d3 білий кінь · e3 білий пішак · d2 біла тура · f2 біла тура · g2 чорний пішак · b1 білий слон · g1 білий слон | e8 чорна тура · g7 чорний кінь · b6 чорний пішак · f6 білий ферзь · h6 чорний слон · d5 білий пішак · f5 чорний слон · b4 білий король · d4 білий кінь · e4 чорний король · g4 чорний ферзь · c3 чорний пішак · d3 білий кінь · e3 білий пішак · d2 біла тура · f2 біла тура · g2 чорний пішак · b1 білий слон · g1 білий слон | e8 чорна тура · g7 чорний кінь · b6 чорний пішак · f6 білий ферзь · h6 чорний слон · d5 білий пішак · f5 чорний слон · b4 білий король · d4 білий кінь · e4 чорний король · g4 чорний ферзь · c3 чорний пішак · d3 білий кінь · e3 білий пішак · d2 біла тура · f2 біла тура · g2 чорний пішак · b1 білий слон · g1 білий слон | e8 чорна тура · g7 чорний кінь · b6 чорний пішак · f6 білий ферзь · h6 чорний слон · d5 білий пішак · f5 чорний слон · b4 білий король · d4 білий кінь · e4 чорний король · g4 чорний ферзь · c3 чорний пішак · d3 білий кінь · e3 білий пішак · d2 біла тура · f2 біла тура · g2 чорний пішак · b1 білий слон · g1 білий слон | e8 чорна тура · g7 чорний кінь · b6 чорний пішак · f6 білий ферзь · h6 чорний слон · d5 білий пішак · f5 чорний слон · b4 білий король · d4 білий кінь · e4 чорний король · g4 чорний ферзь · c3 чорний пішак · d3 білий кінь · e3 білий пішак · d2 біла тура · f2 біла тура · g2 чорний пішак · b1 білий слон · g1 білий слон | e8 чорна тура · g7 чорний кінь · b6 чорний пішак · f6 білий ферзь · h6 чорний слон · d5 білий пішак · f5 чорний слон · b4 білий король · d4 білий кінь · e4 чорний король · g4 чорний ферзь · c3 чорний пішак · d3 білий кінь · e3 білий пішак · d2 біла тура · f2 біла тура · g2 чорний пішак · b1 білий слон · g1 білий слон | e8 чорна тура · g7 чорний кінь · b6 чорний пішак · f6 білий ферзь · h6 чорний слон · d5 білий пішак · f5 чорний слон · b4 білий король · d4 білий кінь · e4 чорний король · g4 чорний ферзь · c3 чорний пішак · d3 білий кінь · e3 білий пішак · d2 біла тура · f2 біла тура · g2 чорний пішак · b1 білий слон · g1 білий слон | 8 |
| 7 | e8 чорна тура · g7 чорний кінь · b6 чорний пішак · f6 білий ферзь · h6 чорний слон · d5 білий пішак · f5 чорний слон · b4 білий король · d4 білий кінь · e4 чорний король · g4 чорний ферзь · c3 чорний пішак · d3 білий кінь · e3 білий пішак · d2 біла тура · f2 біла тура · g2 чорний пішак · b1 білий слон · g1 білий слон | e8 чорна тура · g7 чорний кінь · b6 чорний пішак · f6 білий ферзь · h6 чорний слон · d5 білий пішак · f5 чорний слон · b4 білий король · d4 білий кінь · e4 чорний король · g4 чорний ферзь · c3 чорний пішак · d3 білий кінь · e3 білий пішак · d2 біла тура · f2 біла тура · g2 чорний пішак · b1 білий слон · g1 білий слон | e8 чорна тура · g7 чорний кінь · b6 чорний пішак · f6 білий ферзь · h6 чорний слон · d5 білий пішак · f5 чорний слон · b4 білий король · d4 білий кінь · e4 чорний король · g4 чорний ферзь · c3 чорний пішак · d3 білий кінь · e3 білий пішак · d2 біла тура · f2 біла тура · g2 чорний пішак · b1 білий слон · g1 білий слон | e8 чорна тура · g7 чорний кінь · b6 чорний пішак · f6 білий ферзь · h6 чорний слон · d5 білий пішак · f5 чорний слон · b4 білий король · d4 білий кінь · e4 чорний король · g4 чорний ферзь · c3 чорний пішак · d3 білий кінь · e3 білий пішак · d2 біла тура · f2 біла тура · g2 чорний пішак · b1 білий слон · g1 білий слон | e8 чорна тура · g7 чорний кінь · b6 чорний пішак · f6 білий ферзь · h6 чорний слон · d5 білий пішак · f5 чорний слон · b4 білий король · d4 білий кінь · e4 чорний король · g4 чорний ферзь · c3 чорний пішак · d3 білий кінь · e3 білий пішак · d2 біла тура · f2 біла тура · g2 чорний пішак · b1 білий слон · g1 білий слон | e8 чорна тура · g7 чорний кінь · b6 чорний пішак · f6 білий ферзь · h6 чорний слон · d5 білий пішак · f5 чорний слон · b4 білий король · d4 білий кінь · e4 чорний король · g4 чорний ферзь · c3 чорний пішак · d3 білий кінь · e3 білий пішак · d2 біла тура · f2 біла тура · g2 чорний пішак · b1 білий слон · g1 білий слон | e8 чорна тура · g7 чорний кінь · b6 чорний пішак · f6 білий ферзь · h6 чорний слон · d5 білий пішак · f5 чорний слон · b4 білий король · d4 білий кінь · e4 чорний король · g4 чорний ферзь · c3 чорний пішак · d3 білий кінь · e3 білий пішак · d2 біла тура · f2 біла тура · g2 чорний пішак · b1 білий слон · g1 білий слон | e8 чорна тура · g7 чорний кінь · b6 чорний пішак · f6 білий ферзь · h6 чорний слон · d5 білий пішак · f5 чорний слон · b4 білий король · d4 білий кінь · e4 чорний король · g4 чорний ферзь · c3 чорний пішак · d3 білий кінь · e3 білий пішак · d2 біла тура · f2 біла тура · g2 чорний пішак · b1 білий слон · g1 білий слон | 7 |
| 6 | e8 чорна тура · g7 чорний кінь · b6 чорний пішак · f6 білий ферзь · h6 чорний слон · d5 білий пішак · f5 чорний слон · b4 білий король · d4 білий кінь · e4 чорний король · g4 чорний ферзь · c3 чорний пішак · d3 білий кінь · e3 білий пішак · d2 біла тура · f2 біла тура · g2 чорний пішак · b1 білий слон · g1 білий слон | e8 чорна тура · g7 чорний кінь · b6 чорний пішак · f6 білий ферзь · h6 чорний слон · d5 білий пішак · f5 чорний слон · b4 білий король · d4 білий кінь · e4 чорний король · g4 чорний ферзь · c3 чорний пішак · d3 білий кінь · e3 білий пішак · d2 біла тура · f2 біла тура · g2 чорний пішак · b1 білий слон · g1 білий слон | e8 чорна тура · g7 чорний кінь · b6 чорний пішак · f6 білий ферзь · h6 чорний слон · d5 білий пішак · f5 чорний слон · b4 білий король · d4 білий кінь · e4 чорний король · g4 чорний ферзь · c3 чорний пішак · d3 білий кінь · e3 білий пішак · d2 біла тура · f2 біла тура · g2 чорний пішак · b1 білий слон · g1 білий слон | e8 чорна тура · g7 чорний кінь · b6 чорний пішак · f6 білий ферзь · h6 чорний слон · d5 білий пішак · f5 чорний слон · b4 білий король · d4 білий кінь · e4 чорний король · g4 чорний ферзь · c3 чорний пішак · d3 білий кінь · e3 білий пішак · d2 біла тура · f2 біла тура · g2 чорний пішак · b1 білий слон · g1 білий слон | e8 чорна тура · g7 чорний кінь · b6 чорний пішак · f6 білий ферзь · h6 чорний слон · d5 білий пішак · f5 чорний слон · b4 білий король · d4 білий кінь · e4 чорний король · g4 чорний ферзь · c3 чорний пішак · d3 білий кінь · e3 білий пішак · d2 біла тура · f2 біла тура · g2 чорний пішак · b1 білий слон · g1 білий слон | e8 чорна тура · g7 чорний кінь · b6 чорний пішак · f6 білий ферзь · h6 чорний слон · d5 білий пішак · f5 чорний слон · b4 білий король · d4 білий кінь · e4 чорний король · g4 чорний ферзь · c3 чорний пішак · d3 білий кінь · e3 білий пішак · d2 біла тура · f2 біла тура · g2 чорний пішак · b1 білий слон · g1 білий слон | e8 чорна тура · g7 чорний кінь · b6 чорний пішак · f6 білий ферзь · h6 чорний слон · d5 білий пішак · f5 чорний слон · b4 білий король · d4 білий кінь · e4 чорний король · g4 чорний ферзь · c3 чорний пішак · d3 білий кінь · e3 білий пішак · d2 біла тура · f2 біла тура · g2 чорний пішак · b1 білий слон · g1 білий слон | e8 чорна тура · g7 чорний кінь · b6 чорний пішак · f6 білий ферзь · h6 чорний слон · d5 білий пішак · f5 чорний слон · b4 білий король · d4 білий кінь · e4 чорний король · g4 чорний ферзь · c3 чорний пішак · d3 білий кінь · e3 білий пішак · d2 біла тура · f2 біла тура · g2 чорний пішак · b1 білий слон · g1 білий слон | 6 |
| 5 | e8 чорна тура · g7 чорний кінь · b6 чорний пішак · f6 білий ферзь · h6 чорний слон · d5 білий пішак · f5 чорний слон · b4 білий король · d4 білий кінь · e4 чорний король · g4 чорний ферзь · c3 чорний пішак · d3 білий кінь · e3 білий пішак · d2 біла тура · f2 біла тура · g2 чорний пішак · b1 білий слон · g1 білий слон | e8 чорна тура · g7 чорний кінь · b6 чорний пішак · f6 білий ферзь · h6 чорний слон · d5 білий пішак · f5 чорний слон · b4 білий король · d4 білий кінь · e4 чорний король · g4 чорний ферзь · c3 чорний пішак · d3 білий кінь · e3 білий пішак · d2 біла тура · f2 біла тура · g2 чорний пішак · b1 білий слон · g1 білий слон | e8 чорна тура · g7 чорний кінь · b6 чорний пішак · f6 білий ферзь · h6 чорний слон · d5 білий пішак · f5 чорний слон · b4 білий король · d4 білий кінь · e4 чорний король · g4 чорний ферзь · c3 чорний пішак · d3 білий кінь · e3 білий пішак · d2 біла тура · f2 біла тура · g2 чорний пішак · b1 білий слон · g1 білий слон | e8 чорна тура · g7 чорний кінь · b6 чорний пішак · f6 білий ферзь · h6 чорний слон · d5 білий пішак · f5 чорний слон · b4 білий король · d4 білий кінь · e4 чорний король · g4 чорний ферзь · c3 чорний пішак · d3 білий кінь · e3 білий пішак · d2 біла тура · f2 біла тура · g2 чорний пішак · b1 білий слон · g1 білий слон | e8 чорна тура · g7 чорний кінь · b6 чорний пішак · f6 білий ферзь · h6 чорний слон · d5 білий пішак · f5 чорний слон · b4 білий король · d4 білий кінь · e4 чорний король · g4 чорний ферзь · c3 чорний пішак · d3 білий кінь · e3 білий пішак · d2 біла тура · f2 біла тура · g2 чорний пішак · b1 білий слон · g1 білий слон | e8 чорна тура · g7 чорний кінь · b6 чорний пішак · f6 білий ферзь · h6 чорний слон · d5 білий пішак · f5 чорний слон · b4 білий король · d4 білий кінь · e4 чорний король · g4 чорний ферзь · c3 чорний пішак · d3 білий кінь · e3 білий пішак · d2 біла тура · f2 біла тура · g2 чорний пішак · b1 білий слон · g1 білий слон | e8 чорна тура · g7 чорний кінь · b6 чорний пішак · f6 білий ферзь · h6 чорний слон · d5 білий пішак · f5 чорний слон · b4 білий король · d4 білий кінь · e4 чорний король · g4 чорний ферзь · c3 чорний пішак · d3 білий кінь · e3 білий пішак · d2 біла тура · f2 біла тура · g2 чорний пішак · b1 білий слон · g1 білий слон | e8 чорна тура · g7 чорний кінь · b6 чорний пішак · f6 білий ферзь · h6 чорний слон · d5 білий пішак · f5 чорний слон · b4 білий король · d4 білий кінь · e4 чорний король · g4 чорний ферзь · c3 чорний пішак · d3 білий кінь · e3 білий пішак · d2 біла тура · f2 біла тура · g2 чорний пішак · b1 білий слон · g1 білий слон | 5 |
| 4 | e8 чорна тура · g7 чорний кінь · b6 чорний пішак · f6 білий ферзь · h6 чорний слон · d5 білий пішак · f5 чорний слон · b4 білий король · d4 білий кінь · e4 чорний король · g4 чорний ферзь · c3 чорний пішак · d3 білий кінь · e3 білий пішак · d2 біла тура · f2 біла тура · g2 чорний пішак · b1 білий слон · g1 білий слон | e8 чорна тура · g7 чорний кінь · b6 чорний пішак · f6 білий ферзь · h6 чорний слон · d5 білий пішак · f5 чорний слон · b4 білий король · d4 білий кінь · e4 чорний король · g4 чорний ферзь · c3 чорний пішак · d3 білий кінь · e3 білий пішак · d2 біла тура · f2 біла тура · g2 чорний пішак · b1 білий слон · g1 білий слон | e8 чорна тура · g7 чорний кінь · b6 чорний пішак · f6 білий ферзь · h6 чорний слон · d5 білий пішак · f5 чорний слон · b4 білий король · d4 білий кінь · e4 чорний король · g4 чорний ферзь · c3 чорний пішак · d3 білий кінь · e3 білий пішак · d2 біла тура · f2 біла тура · g2 чорний пішак · b1 білий слон · g1 білий слон | e8 чорна тура · g7 чорний кінь · b6 чорний пішак · f6 білий ферзь · h6 чорний слон · d5 білий пішак · f5 чорний слон · b4 білий король · d4 білий кінь · e4 чорний король · g4 чорний ферзь · c3 чорний пішак · d3 білий кінь · e3 білий пішак · d2 біла тура · f2 біла тура · g2 чорний пішак · b1 білий слон · g1 білий слон | e8 чорна тура · g7 чорний кінь · b6 чорний пішак · f6 білий ферзь · h6 чорний слон · d5 білий пішак · f5 чорний слон · b4 білий король · d4 білий кінь · e4 чорний король · g4 чорний ферзь · c3 чорний пішак · d3 білий кінь · e3 білий пішак · d2 біла тура · f2 біла тура · g2 чорний пішак · b1 білий слон · g1 білий слон | e8 чорна тура · g7 чорний кінь · b6 чорний пішак · f6 білий ферзь · h6 чорний слон · d5 білий пішак · f5 чорний слон · b4 білий король · d4 білий кінь · e4 чорний король · g4 чорний ферзь · c3 чорний пішак · d3 білий кінь · e3 білий пішак · d2 біла тура · f2 біла тура · g2 чорний пішак · b1 білий слон · g1 білий слон | e8 чорна тура · g7 чорний кінь · b6 чорний пішак · f6 білий ферзь · h6 чорний слон · d5 білий пішак · f5 чорний слон · b4 білий король · d4 білий кінь · e4 чорний король · g4 чорний ферзь · c3 чорний пішак · d3 білий кінь · e3 білий пішак · d2 біла тура · f2 біла тура · g2 чорний пішак · b1 білий слон · g1 білий слон | e8 чорна тура · g7 чорний кінь · b6 чорний пішак · f6 білий ферзь · h6 чорний слон · d5 білий пішак · f5 чорний слон · b4 білий король · d4 білий кінь · e4 чорний король · g4 чорний ферзь · c3 чорний пішак · d3 білий кінь · e3 білий пішак · d2 біла тура · f2 біла тура · g2 чорний пішак · b1 білий слон · g1 білий слон | 4 |
| 3 | e8 чорна тура · g7 чорний кінь · b6 чорний пішак · f6 білий ферзь · h6 чорний слон · d5 білий пішак · f5 чорний слон · b4 білий король · d4 білий кінь · e4 чорний король · g4 чорний ферзь · c3 чорний пішак · d3 білий кінь · e3 білий пішак · d2 біла тура · f2 біла тура · g2 чорний пішак · b1 білий слон · g1 білий слон | e8 чорна тура · g7 чорний кінь · b6 чорний пішак · f6 білий ферзь · h6 чорний слон · d5 білий пішак · f5 чорний слон · b4 білий король · d4 білий кінь · e4 чорний король · g4 чорний ферзь · c3 чорний пішак · d3 білий кінь · e3 білий пішак · d2 біла тура · f2 біла тура · g2 чорний пішак · b1 білий слон · g1 білий слон | e8 чорна тура · g7 чорний кінь · b6 чорний пішак · f6 білий ферзь · h6 чорний слон · d5 білий пішак · f5 чорний слон · b4 білий король · d4 білий кінь · e4 чорний король · g4 чорний ферзь · c3 чорний пішак · d3 білий кінь · e3 білий пішак · d2 біла тура · f2 біла тура · g2 чорний пішак · b1 білий слон · g1 білий слон | e8 чорна тура · g7 чорний кінь · b6 чорний пішак · f6 білий ферзь · h6 чорний слон · d5 білий пішак · f5 чорний слон · b4 білий король · d4 білий кінь · e4 чорний король · g4 чорний ферзь · c3 чорний пішак · d3 білий кінь · e3 білий пішак · d2 біла тура · f2 біла тура · g2 чорний пішак · b1 білий слон · g1 білий слон | e8 чорна тура · g7 чорний кінь · b6 чорний пішак · f6 білий ферзь · h6 чорний слон · d5 білий пішак · f5 чорний слон · b4 білий король · d4 білий кінь · e4 чорний король · g4 чорний ферзь · c3 чорний пішак · d3 білий кінь · e3 білий пішак · d2 біла тура · f2 біла тура · g2 чорний пішак · b1 білий слон · g1 білий слон | e8 чорна тура · g7 чорний кінь · b6 чорний пішак · f6 білий ферзь · h6 чорний слон · d5 білий пішак · f5 чорний слон · b4 білий король · d4 білий кінь · e4 чорний король · g4 чорний ферзь · c3 чорний пішак · d3 білий кінь · e3 білий пішак · d2 біла тура · f2 біла тура · g2 чорний пішак · b1 білий слон · g1 білий слон | e8 чорна тура · g7 чорний кінь · b6 чорний пішак · f6 білий ферзь · h6 чорний слон · d5 білий пішак · f5 чорний слон · b4 білий король · d4 білий кінь · e4 чорний король · g4 чорний ферзь · c3 чорний пішак · d3 білий кінь · e3 білий пішак · d2 біла тура · f2 біла тура · g2 чорний пішак · b1 білий слон · g1 білий слон | e8 чорна тура · g7 чорний кінь · b6 чорний пішак · f6 білий ферзь · h6 чорний слон · d5 білий пішак · f5 чорний слон · b4 білий король · d4 білий кінь · e4 чорний король · g4 чорний ферзь · c3 чорний пішак · d3 білий кінь · e3 білий пішак · d2 біла тура · f2 біла тура · g2 чорний пішак · b1 білий слон · g1 білий слон | 3 |
| 2 | e8 чорна тура · g7 чорний кінь · b6 чорний пішак · f6 білий ферзь · h6 чорний слон · d5 білий пішак · f5 чорний слон · b4 білий король · d4 білий кінь · e4 чорний король · g4 чорний ферзь · c3 чорний пішак · d3 білий кінь · e3 білий пішак · d2 біла тура · f2 біла тура · g2 чорний пішак · b1 білий слон · g1 білий слон | e8 чорна тура · g7 чорний кінь · b6 чорний пішак · f6 білий ферзь · h6 чорний слон · d5 білий пішак · f5 чорний слон · b4 білий король · d4 білий кінь · e4 чорний король · g4 чорний ферзь · c3 чорний пішак · d3 білий кінь · e3 білий пішак · d2 біла тура · f2 біла тура · g2 чорний пішак · b1 білий слон · g1 білий слон | e8 чорна тура · g7 чорний кінь · b6 чорний пішак · f6 білий ферзь · h6 чорний слон · d5 білий пішак · f5 чорний слон · b4 білий король · d4 білий кінь · e4 чорний король · g4 чорний ферзь · c3 чорний пішак · d3 білий кінь · e3 білий пішак · d2 біла тура · f2 біла тура · g2 чорний пішак · b1 білий слон · g1 білий слон | e8 чорна тура · g7 чорний кінь · b6 чорний пішак · f6 білий ферзь · h6 чорний слон · d5 білий пішак · f5 чорний слон · b4 білий король · d4 білий кінь · e4 чорний король · g4 чорний ферзь · c3 чорний пішак · d3 білий кінь · e3 білий пішак · d2 біла тура · f2 біла тура · g2 чорний пішак · b1 білий слон · g1 білий слон | e8 чорна тура · g7 чорний кінь · b6 чорний пішак · f6 білий ферзь · h6 чорний слон · d5 білий пішак · f5 чорний слон · b4 білий король · d4 білий кінь · e4 чорний король · g4 чорний ферзь · c3 чорний пішак · d3 білий кінь · e3 білий пішак · d2 біла тура · f2 біла тура · g2 чорний пішак · b1 білий слон · g1 білий слон | e8 чорна тура · g7 чорний кінь · b6 чорний пішак · f6 білий ферзь · h6 чорний слон · d5 білий пішак · f5 чорний слон · b4 білий король · d4 білий кінь · e4 чорний король · g4 чорний ферзь · c3 чорний пішак · d3 білий кінь · e3 білий пішак · d2 біла тура · f2 біла тура · g2 чорний пішак · b1 білий слон · g1 білий слон | e8 чорна тура · g7 чорний кінь · b6 чорний пішак · f6 білий ферзь · h6 чорний слон · d5 білий пішак · f5 чорний слон · b4 білий король · d4 білий кінь · e4 чорний король · g4 чорний ферзь · c3 чорний пішак · d3 білий кінь · e3 білий пішак · d2 біла тура · f2 біла тура · g2 чорний пішак · b1 білий слон · g1 білий слон | e8 чорна тура · g7 чорний кінь · b6 чорний пішак · f6 білий ферзь · h6 чорний слон · d5 білий пішак · f5 чорний слон · b4 білий король · d4 білий кінь · e4 чорний король · g4 чорний ферзь · c3 чорний пішак · d3 білий кінь · e3 білий пішак · d2 біла тура · f2 біла тура · g2 чорний пішак · b1 білий слон · g1 білий слон | 2 |
| 1 | e8 чорна тура · g7 чорний кінь · b6 чорний пішак · f6 білий ферзь · h6 чорний слон · d5 білий пішак · f5 чорний слон · b4 білий король · d4 білий кінь · e4 чорний король · g4 чорний ферзь · c3 чорний пішак · d3 білий кінь · e3 білий пішак · d2 біла тура · f2 біла тура · g2 чорний пішак · b1 білий слон · g1 білий слон | e8 чорна тура · g7 чорний кінь · b6 чорний пішак · f6 білий ферзь · h6 чорний слон · d5 білий пішак · f5 чорний слон · b4 білий король · d4 білий кінь · e4 чорний король · g4 чорний ферзь · c3 чорний пішак · d3 білий кінь · e3 білий пішак · d2 біла тура · f2 біла тура · g2 чорний пішак · b1 білий слон · g1 білий слон | e8 чорна тура · g7 чорний кінь · b6 чорний пішак · f6 білий ферзь · h6 чорний слон · d5 білий пішак · f5 чорний слон · b4 білий король · d4 білий кінь · e4 чорний король · g4 чорний ферзь · c3 чорний пішак · d3 білий кінь · e3 білий пішак · d2 біла тура · f2 біла тура · g2 чорний пішак · b1 білий слон · g1 білий слон | e8 чорна тура · g7 чорний кінь · b6 чорний пішак · f6 білий ферзь · h6 чорний слон · d5 білий пішак · f5 чорний слон · b4 білий король · d4 білий кінь · e4 чорний король · g4 чорний ферзь · c3 чорний пішак · d3 білий кінь · e3 білий пішак · d2 біла тура · f2 біла тура · g2 чорний пішак · b1 білий слон · g1 білий слон | e8 чорна тура · g7 чорний кінь · b6 чорний пішак · f6 білий ферзь · h6 чорний слон · d5 білий пішак · f5 чорний слон · b4 білий король · d4 білий кінь · e4 чорний король · g4 чорний ферзь · c3 чорний пішак · d3 білий кінь · e3 білий пішак · d2 біла тура · f2 біла тура · g2 чорний пішак · b1 білий слон · g1 білий слон | e8 чорна тура · g7 чорний кінь · b6 чорний пішак · f6 білий ферзь · h6 чорний слон · d5 білий пішак · f5 чорний слон · b4 білий король · d4 білий кінь · e4 чорний король · g4 чорний ферзь · c3 чорний пішак · d3 білий кінь · e3 білий пішак · d2 біла тура · f2 біла тура · g2 чорний пішак · b1 білий слон · g1 білий слон | e8 чорна тура · g7 чорний кінь · b6 чорний пішак · f6 білий ферзь · h6 чорний слон · d5 білий пішак · f5 чорний слон · b4 білий король · d4 білий кінь · e4 чорний король · g4 чорний ферзь · c3 чорний пішак · d3 білий кінь · e3 білий пішак · d2 біла тура · f2 біла тура · g2 чорний пішак · b1 білий слон · g1 білий слон | e8 чорна тура · g7 чорний кінь · b6 чорний пішак · f6 білий ферзь · h6 чорний слон · d5 білий пішак · f5 чорний слон · b4 білий король · d4 білий кінь · e4 чорний король · g4 чорний ферзь · c3 чорний пішак · d3 білий кінь · e3 білий пішак · d2 біла тура · f2 біла тура · g2 чорний пішак · b1 білий слон · g1 білий слон | 1 |
|   | a | b | c | d | e | f | g | h |   |

1. ... K:d5 2. Dc6#
1. ... K:e3 2. Tfe2#
1. Sb3! ~ 2. Dd4#
1. ... K:d5+ 2. Sf4#
1. ... K:e3+ 2. Tf4#